# Ubuntu MATE
Ubuntu MATE és un distribució de Linux basada en Ubuntu. És mantinguda per la comunitat i és un derivat reconegut oficialment per Canonical. Utilitza l'entorn d'escriptori MATE, basat en GNOME 2. El projecte Ubuntu MATE va ser fundat per Martin Wimpress i Alan Pope, i va començar sent un derivat no oficial d'Ubuntu 14.10.

## Requisits
Ubuntu MATE actualment suporta l'arquitectura ARM, x86 y x64. Per a activar els efectes d'escriptori es necessita una GPU compatible.
| Requisits de hardware   | Mínims                | Recomanats            |
| ----------------------- | --------------------- | --------------------- |
| Microprocessador        | Pentium III 750 MHz   | Core 2 Duo 1,6 GHz    |
| Memòria RAM             | 512 MB                | 2 GB                  |
| Disc dur (espai lliure) | 8 GB                  | 16 GB                 |
| Resolució               | 1024 × 768 o superior | 1366 × 768 o superior |

## Identificació visual
Ubuntu MATE s'inspira en el logotip d'Ubuntu substituint el seu color (taronja) pel de l'escriptori MATE (verd):

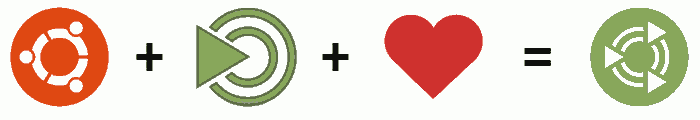
Explicació gràfica del logo d'Ubuntu MATE.

## Llançaments
| Darrera versió | Versió antiga | Versió antiga, amb suport | Proper llançament |

| Versió    | Codi              | Data de sortida | Suportada fins a | Comentaris |
| --------- | ----------------- | --------------- | ---------------- | --- |
| 14.04 LTS | Trusty Tahr       | 2014-11-11      | Abril 2019       | Publicada després de la versió 14.10 amb la finalitat d'oferir suport a llarg termini (LTS en anglès)fins 2019. |
| 14.10     | Utopic Unicorn    | 2014-10-23      | Juliol 2015      | Primer llançament d'Ubuntu MATE.                                                                                |
| 15.04     | Vivid Vervet      | 2015-04-23      | Gener 2016       | Primer llançament com a sabor oficial d'Ubuntu.                                                                 |
| 15.10     | Wily Werewolf     | 2015-10-22      | Juliol 2016      | MATE 1.10, ja no s'inclou per defecte l'Ubuntu Software Centre.                                                 |
| 16.04 LTS | Xenial Xerus      | 2016-04-21      | Abril 2019       | Primera versió LTS; MATE 1.12.x, noves aplicacions de Benvinguda i Software Boutique; ZFS per defecte.          |
| 16.10     | Yakkety Yak       | 2016-10-13      | Juliol 2017      | Implementació GTK3+ de l'EE MATE.                                                                               |
| 17.04     | Zesty Zapus       | 2017-04-13      | Gener 2018       | Acaba la migració a GTK3+.                                                                                      |
| 17.10     | Artful Aardvark   | 2017-10-19      | Juliol 2018      | Soluciona un problema del microprogramari de UEFI & BIOS.                                                       |
| 18.04 LTS | Bionic Beaver     | 2018-04-26      | Abril 2021       | Suport de GPD Pocket & Pocket 2, Raspberry Pi B2/B3/B3+                                                         |
| 18.10     | Cosmic Cuttlefish | 2018-10-18      | Juliol 2019      | MATE 1.20. Versió de només 64 bits, fi de suport de 32 bits.                                                    |
| 19.04     | Disco Dingo       | 2019-04-18      | Gener 2020       | Suport per a drivers NVIDIA.                                                                                    |
| 19.10     | Eoan Ermine       | 2019-10-17      | Juliol 2020      | MATE 1.22.2 i GNOME MPV substitueix VLC com a reproductor multimèdia per defecte.                               |
| 20.04 LTS | Focal Fossa       | 2020-04-23      | Abril 2025       | Versió LTS amb suport estès fins al 2025. Versió de només 64 bits. MATE 1.24                                    |
| 20.10     | Groovy Gorilla    | 2020-10-22      | Juliol 2021      | MATE 1.24.1 |
| 21.04     | Hirsute Hippo     | 2021-04-22      | Gener 2022       | MATE 1.24.2 |
| 21.10     | Impish Indri      | 2021-10-14      | Juliol 2022      | MATE 1.26 |
| 22.04 LTS | Jammy Jellyfish   | 2022-04-21      | Abril 2027       | Versió actual LTS amb suport per a 5 anys                                                                       |
| 22.10     | Kinetic Kudu      | 2022-10-20      | Juliol 2023      | Versió actual. PipeWire substitueix PulseAudio                                                                  |